# Stazione di Cannon Street
La stazione di Cannon Street o stazione di Londra Cannon Street (in inglese: Cannon Street station o London Cannon Street station) è una stazione ferroviaria del National Rail sita nella Città di Londra, il distretto finanziario di Londra. Essa è stata costruita sul sito del medievale Steelyard, la base commerciale in Inghilterra della Lega Anseatica. La stazione si trova nella Travelcard Zone 1. Sotto alla stazione delle linee ferroviarie è presente l'omonima stazione della metropolitana.

## Caratteristiche
Questa è una stazione di testa alla quale si giunge a mezzo del Cannon Street Railway Bridge attraversando il Tamigi. La stazione ha ingressi da Cannon Street e Dowgate Hill. Essa è connessa direttamente con le stazioni di London Bridge e Charing Cross. Originariamente era dotata di 8 piattaforme, ridotte a sette nella ricostruzione della fine degli anni novanta.
Cannon Street è una delle diciassette stazioni gestite direttamente dal Network Rail.
Diagonalmente ad essa si trova la Pietra di Londra: un misterioso oggetto di antiche origini e dalle finalità ignote.

## Storia

### Strutture originali
Aperta dalla South Eastern Railway il 1º settembre 1866, ha la facciata incorniciata da due alte torri affacciate sul Tamigi. Le torri sostengono il tetto della stazione a forma semicircolare ricoperto in vetro e ferro. L'accesso dei treni avviene per mezzo di un ponte in mattoni sotto al quale si trovano alcuni resti di vestigia romane.

### Anni della guerra

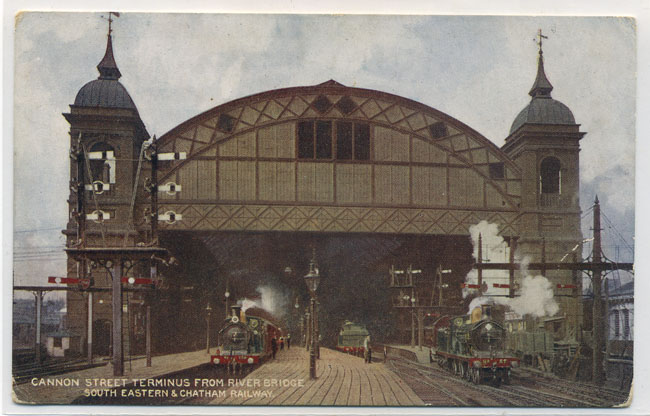
La stazione originaria vista dal ponte ferroviario, c1910

Dal 1925 al 1926 la Southern Railway realizzò vari lavori compresa la ricostruzione delle piattaforme, lo spostamento di alcuni binari e l'installazione di segnalazioni luminose. Le piattaforme vennero ridotte ad 8 di cui cinque elettrificate.
La stazione trascurata prima della Seconda guerra mondiale, venne poi fortemente danneggiata dai bombardamenti. Il tetto in vetro venne smontato prima della guerra nell'intento di preservarlo, ma una bomba caduta sul deposito in cui era custodito, lo distrusse completamente.

### Ricostruzione
La parte più antica della stazione venne sacrificata dalla British Rail per trovare fondi per la ricostruzione delle stazioni dopo le distruzioni della guerra. Essa venne ceduta a società immobiliari che ne ricavarono nuove costruzioni.
Vennero proposti diversi progetti che prevedevano la costruzione di una nuova biglietteria sotto l'hotel Southern House ed un eliporto. Nel 1962 la British Transport Commission si accordò con la Town & Country Properties per la costruzione, sulla stazione, di un edificio multipiano da adibire ad uffici.

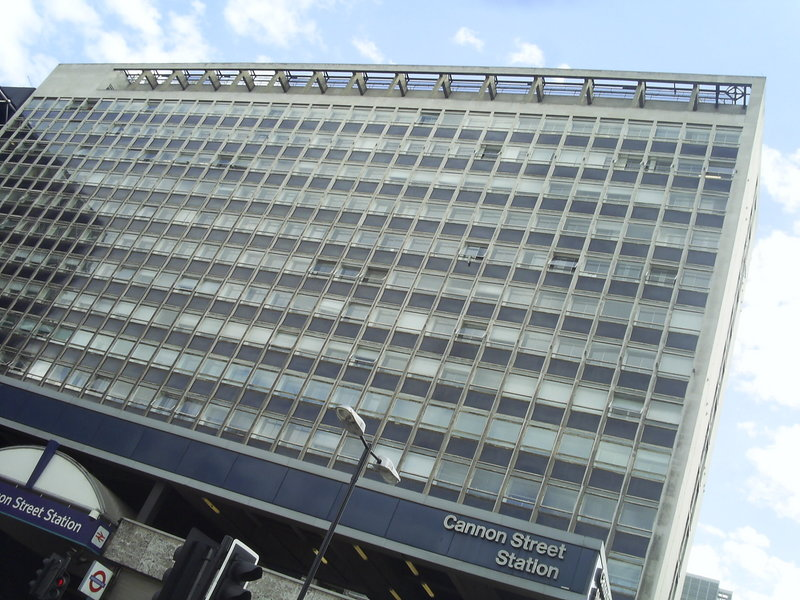
Edificio della stazione nel 2007 prima della ricostruzione.

In preparazione alla ricostruzione, la tettoia in vetro e ferro venne demolita nel 1958, così come il Barry's hotel nel 1960
L'edificio venne completamente ricostruito e tutto ciò che rimane della vecchia architettura sono soltanto le due torri del prospetto.

### La stazione oggi
Nel 1974 la stazione venne chiusa per cinque settimane dal 2 agosto al 9 settembre per consentire di mettere a punto tutte le modifiche realizzate per il collegamento al London. Il traffico venne dirottato su London Bridge, Charing Cross e Blackfriars Il 4 marzo 1976 una bomba dell'IRA, fatta esplodere su un treno di pendolari al momento vuoto alla stazione di Cannon Street, ferì otto viaggiatori su di un treno che viaggiava affiancato. Se la bomba fosse esplosa 13 minuti prima avrebbe determinato una carneficina
Il 15 febbraio 1984 il The Times scrisse che la stazione di Cannon Street sarebbe stata chiusa. In quel tempo, la stazione era chiusa nel fine settimana e di notte e la pubblicazione del nuovo orario 1984-1985 rivelò che sarebbero state chiuse tutte le linee verso il sud-est fuori dalle ore di punta. I treni da Sevenoaks, Orpington, Hayes, Dartford, Sidcup, Bexleyheath, Woolwich, Lewisham e Greenwich si sarebbero fermati alla stazione di London Bridge ad esclusione delle ore di punta. Questo venne negato dalla British Rail che puntualizzò di aver investito 10 milioni di sterline nella ristrutturazione del ponte e che i visitatori che viaggiavano fuori delle ore di punta non dovevano certamente andare nella City ma nel West End.

## Collegamenti
La stazione connette il sud della City con il sud ed il sud-est di Londra via London Bridge station. Diverse linee partono direttamente dalla stazione di Cannon Street per il Kent e l'East Sussex, ma soltanto nelle ore di punta. Nei fine settimana, soltanto in caso di manutenzione dei binari, la stazione serve come sosta intermedia fra London Bridge e Charing Cross. La stazione rimane chiusa la domenica ad eccezione di chiusura della stazione di Charing Cross.